# IFITM10
IFITM10 (англ. Interferon induced transmembrane protein 10) – білок, який кодується однойменним геном, розташованим у людей на 11-й хромосомі. Довжина поліпептидного ланцюга білка становить 228 амінокислот, а молекулярна маса — 24 599.
| 10         |  | 20         |  | 30         |  | 40         |  | 50         |
| ---------- |  | ---------- |  | ---------- |  | ---------- |  | ---------- |
| MREGKRGPPC |  | ILSFRGTLER |  | VEAQWELEAQ |  | GPGQCPAPLG |  | DPASTTDGAQ |
| EARVPLDGAF |  | WIPRPPAGSP |  | KGCFACVSKP |  | PALQAPAAPA |  | PEPSASPPMA |
| PTLFPMESKS |  | SKTDSVRAAG |  | APPACKHLAE |  | KKTMTNPTTV |  | IEVYPDTTEV |
| NDYYLWSIFN |  | FVYLNFCCLG |  | FIALAYSLKV |  | RDKKLLNDLN |  | GAVEDAKTAR |
| LFNITSSALA |  | ASCIILVFIF |  | LRYPLTDY   |  |            |  |            |

A: Аланін

C: Цистеїн

D: Аспарагінова кислота

E: Глутамінова кислота

F: Фенілаланін

G: Гліцин

H: Гістидин

I: Ізолейцин

K: Лізин

L: Лейцин

M: Метіонін

N: Аспарагін

P: Пролін

Q: Глутамін

R: Аргінін

S: Серин

T: Треонін

V: Валін

W: Триптофан

Кодований геном білок за функцією належить до ліпопротеїнів. 
Локалізований у клітинній мембрані, мембрані.